# Niklas Hagman
Niklas Hagman (Espoo, 5 dicembre 1979) è un hockeista su ghiaccio finlandese.

## Palmarès

### Giochi olimpici invernali
- Argento a Torino 2006
- Bronzo a Vancouver 2010

### Campionati mondiali Under-20
- Oro a Finlandia 1998